# 16666 Liroma
16666 Liroma este un asteroid din centura principală de asteroizi.

## Descriere
16666 Liroma este un asteroid din centura principală de asteroizi. A fost descoperit pe 7 decembrie 1993 la Observatorul Palomar de Carolyn S. Shoemaker. Asteroidul prezintă o orbită caracterizată de o semiaxă mare de 2,35 ua, o excentricitate de 0,24 și o înclinație de 23,1° în raport cu ecliptica.